# Reliquat azoté
Le reliquat azoté est la mesure (en laboratoire en général) de la quantité d'azote minéral disponible dans le sol à un moment donné.
C'est une des données que la directive Nitrates et un certain nombre de guides de bonnes pratiques agricoles, lois, décrets.. demandent de prendre en compte pour réduire la pollution des eaux par les engrais chimiques ou épandages de matières organiques riches en azote soluble (ion nitrate)